# خسوس سانتوس
خسوس سانتوس (اسپانیایی: Josué Santos‎; ۱ ژوئیهٔ ۱۹۱۶ – ۱ آوریل ۲۰۰۷) بازیکن بسکتبال اهل مکزیک بود. وی در بازی‌های المپیک تابستانی ۱۹۴۸ شرکت کرده‌است.